# Аладьины
Ала́дьины (в старину Ола́дьины) — древний дворянский род.
При подаче документов (1686) для внесения рода в Бархатную книгу, были предоставлены две родословные росписи Оладьиных:
1. Родословная роспись Оладьиных (от князя Александра Монастыря), представленная Иваном Оладьиным.
2. Родословная роспись Оладьиных (выходцев с Польши), представленная Замятней Оладьиным[1].

## Происхождение и история рода
Существуют две фамилии Аладьиных:
1. Ветвь дворян Монастырёвых, происходит от князей смоленских Рюрикова дома. Происходят от Льва Даниловича Блинова, прозванием Оладья, потомка Рюрика в XX-м колене. Фёдор-Дичко Львович Аладьин был в числе детей боярских, сопровождавших в Вильну (1495) княжну московскую, Елену Иоанновну, дочь Иоанна III, невесту литовского великого князя Александра. От Путивльской ветви рода ведёт своё начало фамилия Соломиных. В XVI веке Аладьины имели поместья во Владимирском, Каширском и Коломенском уездах, XVII столетии в Данковском и Путивльском уездах. Замятня Фёдорович думный дворянин (1690)[2]. Род внесён в родословные книги Московской[3], Костромской, Тульской, Рязанской[4], Курской и Полтавской губерний. Герб рода внесён в Общий Гербовник (V,XIII). Есть ещё один род новейшего происхождения, внесённый в родословную книгу Владимирской губернии.
2. Другая фамилия Аладьиных происходит от Оладьи, дворцового дьяка удельного князя Волоцкого Бориса Васильевича, брата Иоанна Великого, который писал духовную грамоту князя (1480) (в Гербовник не внесены)[5]. Михаил Иванович в 1-й половине XVII века служил по Рыльску[2].

В 1573 году опричником Ивана Грозного числился Шарап Борисович Аладьин. Семеро представителей рода владели населёнными имениями (1699).
|                             |                             |                             |                             | Монастырёвы                     |                             |  |  |                              |                              |                              |                              |                              |                              |  |  |                                      |                                      |                                      |                                      |                                      |                                      |  |  |                                      |                                      |                                      |                                      |                                      |                                      |  |  |  |  |  |  |  |  |  |  |  |  |  |  |  |  |  |  |  |  |  |  |  |  |
|                             |                             |                             |                             |                                 |                             |  |  |                              |                              |                              |                              |                              |                              |  |  |                                      |                                      |                                      |                                      |                                      |                                      |  |  |                                      |                                      |                                      |                                      |                                      |                                      |  |  |  |  |  |  |  |  |  |  |  |  |  |  |  |  |  |  |  |  |  |  |  |  |
|                             |                             |                             |                             | Лев Оладья Данилович Монастырёв |                             |  |  |                              |                              |                              |                              |                              |                              |  |  |                                      |                                      |                                      |                                      |                                      |                                      |  |  |                                      |                                      |                                      |                                      |                                      |                                      |  |  |  |  |  |  |  |  |  |  |  |  |  |  |  |  |  |  |  |  |  |  |  |  |
|                             |                             |                             |                             |                                 |                             |  |  |                              |                              |                              |                              |                              |                              |  |  |                                      |                                      |                                      |                                      |                                      |                                      |  |  |                                      |                                      |                                      |                                      |                                      |                                      |  |  |  |  |  |  |  |  |  |  |  |  |  |  |  |  |  |  |  |  |  |  |  |  |
|                             |                             |                             |                             |                                 |                             |  |  |                              |                              |                              |                              |                              |                              |  |  |                                      |                                      |                                      |                                      |                                      |                                      |  |  |                                      |                                      |                                      |                                      |                                      |                                      |  |  |  |  |  |  |  |  |  |  |  |  |  |  |  |  |  |  |  |  |  |  |  |  |
| Фёдор Дичко Львович Оладьин | Фёдор Дичко Львович Оладьин | Фёдор Дичко Львович Оладьин | Фёдор Дичко Львович Оладьин | Фёдор Дичко Львович Оладьин     | Фёдор Дичко Львович Оладьин |  |  | Григорий Львович Оладьин     | Григорий Львович Оладьин     | Григорий Львович Оладьин     | Григорий Львович Оладьин     | Григорий Львович Оладьин     | Григорий Львович Оладьин     |  |  |                                      |                                      |                                      |                                      |                                      |                                      |  |  |                                      |                                      |                                      |                                      |                                      |                                      |  |  |  |  |  |  |  |  |  |  |  |  |  |  |  |  |  |  |  |  |  |  |  |  |
| Фёдор Дичко Львович Оладьин | Фёдор Дичко Львович Оладьин | Фёдор Дичко Львович Оладьин | Фёдор Дичко Львович Оладьин | Фёдор Дичко Львович Оладьин     | Фёдор Дичко Львович Оладьин |  |  | Григорий Львович Оладьин     | Григорий Львович Оладьин     | Григорий Львович Оладьин     | Григорий Львович Оладьин     | Григорий Львович Оладьин     | Григорий Львович Оладьин     |  |  |                                      |                                      |                                      |                                      |                                      |                                      |  |  |                                      |                                      |                                      |                                      |                                      |                                      |  |  |  |  |  |  |  |  |  |  |  |  |  |  |  |  |  |  |  |  |  |  |  |  |
|                             |                             |                             |                             |                                 |                             |  |  |                              |                              |                              |                              |                              |                              |  |  |                                      |                                      |                                      |                                      |                                      |                                      |  |  |                                      |                                      |                                      |                                      |                                      |                                      |  |  |  |  |  |  |  |  |  |  |  |  |  |  |  |  |  |  |  |  |  |  |  |  |
| Аладьины (Московская ветвь) | Аладьины (Московская ветвь) | Аладьины (Московская ветвь) | Аладьины (Московская ветвь) | Аладьины (Московская ветвь)     | Аладьины (Московская ветвь) |  |  | Иван Григорьевич Оладьин     | Иван Григорьевич Оладьин     | Иван Григорьевич Оладьин     | Иван Григорьевич Оладьин     | Иван Григорьевич Оладьин     | Иван Григорьевич Оладьин     |  |  | Яков Григорьевич Оладьин             | Яков Григорьевич Оладьин             | Яков Григорьевич Оладьин             | Яков Григорьевич Оладьин             | Яков Григорьевич Оладьин             | Яков Григорьевич Оладьин             |  |  | Третьяк Григорьевич Оладьин          | Третьяк Григорьевич Оладьин          | Третьяк Григорьевич Оладьин          | Третьяк Григорьевич Оладьин          | Третьяк Григорьевич Оладьин          | Третьяк Григорьевич Оладьин          |  |  |  |  |  |  |  |  |  |  |  |  |  |  |  |  |  |  |  |  |  |  |  |  |
| Аладьины (Московская ветвь) | Аладьины (Московская ветвь) | Аладьины (Московская ветвь) | Аладьины (Московская ветвь) | Аладьины (Московская ветвь)     | Аладьины (Московская ветвь) |  |  | Иван Григорьевич Оладьин     | Иван Григорьевич Оладьин     | Иван Григорьевич Оладьин     | Иван Григорьевич Оладьин     | Иван Григорьевич Оладьин     | Иван Григорьевич Оладьин     |  |  | Яков Григорьевич Оладьин             | Яков Григорьевич Оладьин             | Яков Григорьевич Оладьин             | Яков Григорьевич Оладьин             | Яков Григорьевич Оладьин             | Яков Григорьевич Оладьин             |  |  | Третьяк Григорьевич Оладьин          | Третьяк Григорьевич Оладьин          | Третьяк Григорьевич Оладьин          | Третьяк Григорьевич Оладьин          | Третьяк Григорьевич Оладьин          | Третьяк Григорьевич Оладьин          |  |  |  |  |  |  |  |  |  |  |  |  |  |  |  |  |  |  |  |  |  |  |  |  |
|                             |                             |                             |                             |                                 |                             |  |  |                              |                              |                              |                              |                              |                              |  |  | Иван Яковлевич Оладьин               |                                      |                                      |                                      |                                      |                                      |  |  |                                      |                                      |                                      |                                      |                                      |                                      |  |  |  |  |  |  |  |  |  |  |  |  |  |  |  |  |  |  |  |  |  |  |  |  |
|                             |                             |                             |                             |                                 |                             |  |  |                              |                              |                              |                              |                              |                              |  |  |                                      |                                      |                                      |                                      |                                      |                                      |  |  |                                      |                                      |                                      |                                      |                                      |                                      |  |  |  |  |  |  |  |  |  |  |  |  |  |  |  |  |  |  |  |  |  |  |  |  |
|                             |                             |                             |                             |                                 |                             |  |  |                              |                              |                              |                              |                              |                              |  |  |                                      |                                      |                                      |                                      |                                      |                                      |  |  |                                      |                                      |                                      |                                      |                                      |                                      |  |  |  |  |  |  |  |  |  |  |  |  |  |  |  |  |  |  |  |  |  |  |  |  |
| Матвей Иванович Оладьин     | Матвей Иванович Оладьин     | Матвей Иванович Оладьин     | Матвей Иванович Оладьин     | Матвей Иванович Оладьин         | Матвей Иванович Оладьин     |  |  | Василий Иванович Оладьин     | Василий Иванович Оладьин     | Василий Иванович Оладьин     | Василий Иванович Оладьин     | Василий Иванович Оладьин     | Василий Иванович Оладьин     |  |  | Иван Большой Солома Иванович Оладьин | Иван Большой Солома Иванович Оладьин | Иван Большой Солома Иванович Оладьин | Иван Большой Солома Иванович Оладьин | Иван Большой Солома Иванович Оладьин | Иван Большой Солома Иванович Оладьин |  |  | Иван Меньшой Солома Иванович Оладьин | Иван Меньшой Солома Иванович Оладьин | Иван Меньшой Солома Иванович Оладьин | Иван Меньшой Солома Иванович Оладьин | Иван Меньшой Солома Иванович Оладьин | Иван Меньшой Солома Иванович Оладьин |  |  |  |  |  |  |  |  |  |  |  |  |  |  |  |  |  |  |  |  |  |  |  |  |
| Матвей Иванович Оладьин     | Матвей Иванович Оладьин     | Матвей Иванович Оладьин     | Матвей Иванович Оладьин     | Матвей Иванович Оладьин         | Матвей Иванович Оладьин     |  |  | Василий Иванович Оладьин     | Василий Иванович Оладьин     | Василий Иванович Оладьин     | Василий Иванович Оладьин     | Василий Иванович Оладьин     | Василий Иванович Оладьин     |  |  | Иван Большой Солома Иванович Оладьин | Иван Большой Солома Иванович Оладьин | Иван Большой Солома Иванович Оладьин | Иван Большой Солома Иванович Оладьин | Иван Большой Солома Иванович Оладьин | Иван Большой Солома Иванович Оладьин |  |  | Иван Меньшой Солома Иванович Оладьин | Иван Меньшой Солома Иванович Оладьин | Иван Меньшой Солома Иванович Оладьин | Иван Меньшой Солома Иванович Оладьин | Иван Меньшой Солома Иванович Оладьин | Иван Меньшой Солома Иванович Оладьин |  |  |  |  |  |  |  |  |  |  |  |  |  |  |  |  |  |  |  |  |  |  |  |  |
|                             |                             |                             |                             |                                 |                             |  |  |                              |                              |                              |                              |                              |                              |  |  |                                      |                                      |                                      |                                      |                                      |                                      |  |  |                                      |                                      |                                      |                                      |                                      |                                      |  |  |  |  |  |  |  |  |  |  |  |  |  |  |  |  |  |  |  |  |  |  |  |  |
|                             |                             |                             |                             |                                 |                             |  |  | Аладьины (Путивльская ветвь) | Аладьины (Путивльская ветвь) | Аладьины (Путивльская ветвь) | Аладьины (Путивльская ветвь) | Аладьины (Путивльская ветвь) | Аладьины (Путивльская ветвь) |  |  | Фёдор Иванович Соломин               | Фёдор Иванович Соломин               | Фёдор Иванович Соломин               | Фёдор Иванович Соломин               | Фёдор Иванович Соломин               | Фёдор Иванович Соломин               |  |  | Иван Иванович Соломин                | Иван Иванович Соломин                | Иван Иванович Соломин                | Иван Иванович Соломин                | Иван Иванович Соломин                | Иван Иванович Соломин                |  |  |  |  |  |  |  |  |  |  |  |  |  |  |  |  |  |  |  |  |  |  |  |  |
|                             |                             |                             |                             |                                 |                             |  |  | Аладьины (Путивльская ветвь) | Аладьины (Путивльская ветвь) | Аладьины (Путивльская ветвь) | Аладьины (Путивльская ветвь) | Аладьины (Путивльская ветвь) | Аладьины (Путивльская ветвь) |  |  | Фёдор Иванович Соломин               | Фёдор Иванович Соломин               | Фёдор Иванович Соломин               | Фёдор Иванович Соломин               | Фёдор Иванович Соломин               | Фёдор Иванович Соломин               |  |  | Иван Иванович Соломин                | Иван Иванович Соломин                | Иван Иванович Соломин                | Иван Иванович Соломин                | Иван Иванович Соломин                | Иван Иванович Соломин                |  |  |  |  |  |  |  |  |  |  |  |  |  |  |  |  |  |  |  |  |  |  |  |  |
|                             |                             |                             |                             |                                 |                             |  |  |                              |                              |                              |                              |                              |                              |  |  | Соломины                             |                                      |                                      |                                      |                                      |                                      |  |  |                                      |                                      |                                      |                                      |                                      |                                      |  |  |  |  |  |  |  |  |  |  |  |  |  |  |  |  |  |  |  |  |  |  |  |  |

Вероятно, именно эту фамилию носил главный герой романа Валентина Пикуля «Честь имею», по крайней мере она соответствует сказанным героем книги словам о том, что фамилию эту можно найти в «Бархатной книге», где их родоначальником указан потомок Рюрика в XX колене, носивший прозвище «Оладья». Если это правда, то можно утверждать, что девизом Аладьиных, или, по крайней мере, одной из ветвей их рода были слова «Лучше быть, чем казаться».

## Описание герба
Щит разделён горизонтально на две части, из которых в верхней части, в серебряном поле, изображена чёрная пушка на золотом лафете, поставленном на траве и на пушке сидит райская птица (титулярный герб княжества Смоленского). В нижней части видны в реке плавающие крестообразно две серебряные рыбы (титулярный герб княжества Белозёрского). Щит покрыт мантией и шапкой, принадлежащей княжескому достоинству.
Как шапка, так и мантия княжеские дворянскому роду Аладьиных присвоены потому, что данный род происходит от князей Смоленских.

## Известные представители
- Аладьин Егор Васильевич
- Аладьин Денис Григорьевич — посол к королю Сигизмунду (1610), воевода в Осколе (1615—1616), воевода в Москве у Водяных ворот (1616), воевода в Ростове (1618).
- Аладьин Никита Васильевич — воевода в Царевосанчурске (1615), в Путивле (1618—1619), в Валуйках (1626—1628), в Брянске (1631), московский дворянин (1627—1640).
- Аладьин Фёдор Григорьевич — воевода в Данкове (1620), московский дворянин (1629—1640), стольник (1680—1692).
- Аладьин Денис — воевода в Чебоксарах (1625—1626).
- Оладьин Данила Дементьевич — путивильский городовой дворянин (1629).
- Оладьин Богдан Денисович — стольник патриарха Филарета (1627—1629), московский дворянин (1636—1658).
- Оладьин Тимофей Денисьевич — московский дворянин (1627—1640).
- Аладьин Тимофей Денисович — воевода в Терках (1638—1640).
- Аладьин Богдан Данилович — воевода в Болхове (1647),  в Илимске (1651—1652).
- Аладьин Богдан — воевода в Менске (1657—1658).
- Оладьин Пётр Тимофеевич — стряпчий (1658—1668).
- Оладьин Григорий Иванович — стряпчий (1658), московский дворянин (1668—1677).
- Оладьины: Михаил Замятнин и Богдан Замятнин — стольники царицы Евдокии Фёдоровна (1686—1692).
- Аладьин Замятня Фёдорович — стряпчий (1678), стольник (1679—1686), думный дворянин (1690—1692).
- Аладьин Кузьма Воинович — московский дворянин (1692).
- Аладьины: Михаил и Иван Григорьевичи — стольники (1678—1692)[5][11][12].